# الذيول الحمراء (فلم)
الذيول الحمراء (بالإنجليزية: Red Tails)، فيلم أمريكي من نوع الإثارة والحروب، أُنتج سنة 2012، تدور القصة حول المعركة الجوية بين القوات الجوية الأمريكية والتي يقودهم أحد الأمريكيين السود وبين القوات الجوية الألمانية في زمن الحرب العالمية الثانية سنة 1944.

## طاقم التمثيل

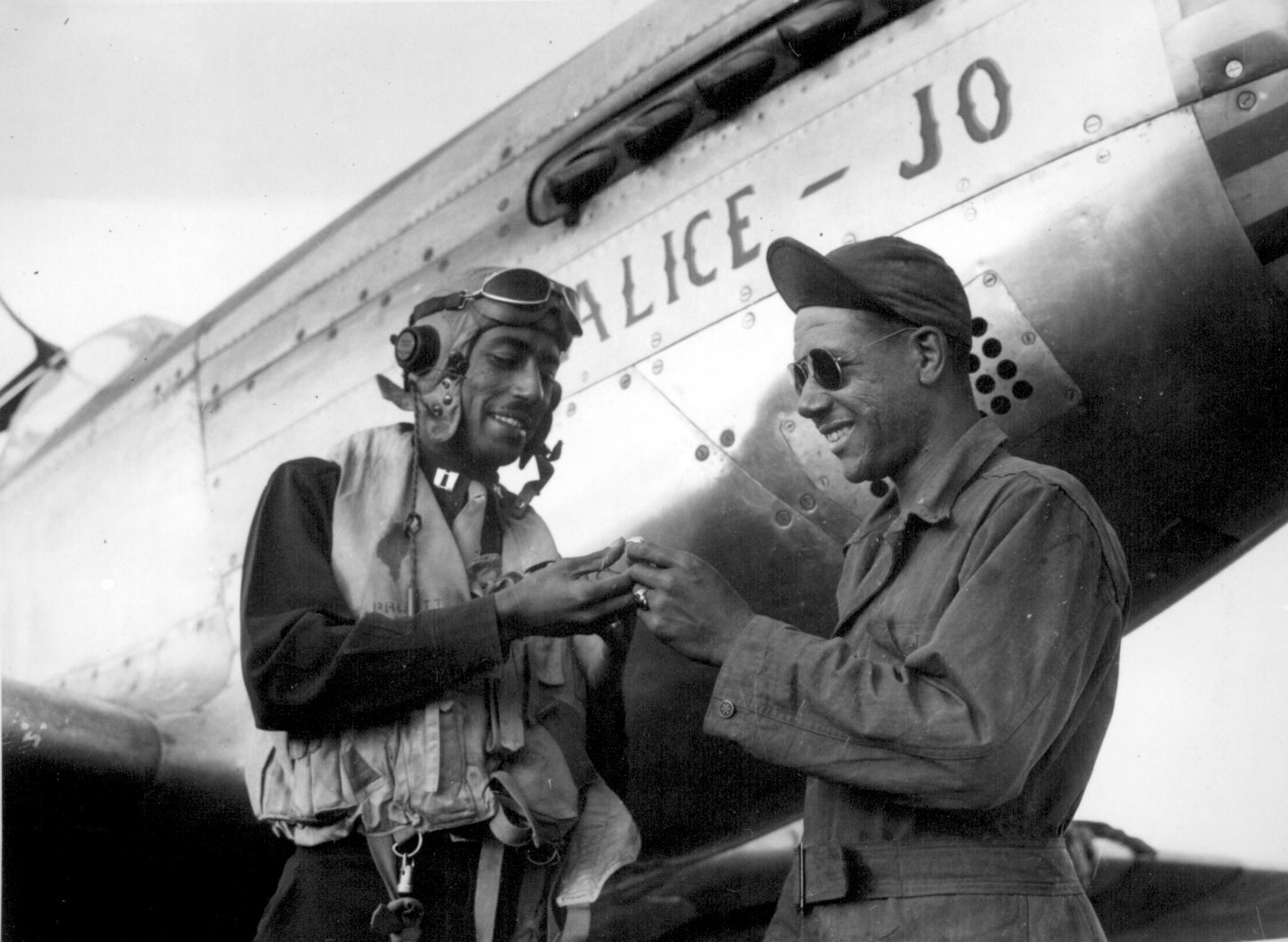
الأمريكيان الزنجيان شاركا في الحرب العالمية الثانية ، الصورة ألتقطت في شهر نوفمبر سنة 1944.

| الممثل/الممثلة    | الدور                           | تعليق |
| ----------------- | ------------------------------- | ----- |
| كوبا غودينغ جونير | الرائد إيمانويل ستانس           |       |
| تيرينس هوارد      | العقيد آي. جاي بولارد           |       |
| دانييلا صوفيا     | صوفيا                           |       |
| براين كرانستون    | العقيد ويليام مورتيمس           |       |
| نيت باركر         | مارتن "إيزي" جوليان             |       |
| ديفيد أويلو       | جو "لايتنينغ" ليتل              |       |
| رايان إيرلي       | الكابتن برايس                   |       |
| لارس فان ريزن     | بريتي بوي                       |       |
| إيليا كيلي        | ساميول "جوكر" جورج              |       |
| ني-يو             | أندرو "سموكي" سالم              |       |
| تريستان وايلد     | راي "راي غان" أو "جونيور" غانون |       |
| مايكل بي جوردن    | موريس ويلسون                    | [ 1 ] |

## وصلات خارجية
- الموقع الرسمي
- مقالات تستعمل روابط فنية بلا صلة مع ويكي بيانات
- Red Tails على موقع أول موفي.
- Team Red Tails